# Campos Novos Paulista
Campos Novos Paulista is een gemeente in de Braziliaanse deelstaat São Paulo. De gemeente telt 5.014 inwoners (schatting 2009).

## Aangrenzende gemeenten
De gemeente grenst aan Echaporã, Ibirarema, Marília, Ocauçu, Platina, Ribeirão do Sul en São Pedro do Turvo.